# Elecciones provinciales de Catamarca de 1931
Las elecciones generales de la provincia de Catamarca de 1931 tuvieron lugar el domingo 8 de noviembre del mencionado año con el objetivo de restaurar las instituciones democráticas constitucionales y autónomas de la provincia después de la intervención federal desatada por el golpe de Estado del 6 de septiembre de 1930, que derrocó al gobierno de Hipólito Yrigoyen, de la Unión Cívica Radical, y lo reemplazó con una dictadura militar encabezada por José Félix Uriburu, interviniendo casi todas las provincias. Fueron los quintos comicios provinciales catamarqueños desde la instauración del sufragio secreto en la Argentina, pero inauguraron el período conocido como Década Infame (1930-1943), durante el cual régimen gobernante se mantenía en el poder por medio del fraude electoral. Por tal motivo, se considera que las elecciones no fueron libres y justas.
Todos los partidos de la oposición boicotearon las elecciones, y solo el Partido Demócrata Nacional y la Unión Cívica Radical Antipersonalista, partidos integrantes de la Concordancia (alianza conservadora que ganó las elecciones presidenciales paralelas beneficiándose del fraude), presentaron listas para elegir a los 33 miembros del Colegio Electoral a cargo de elegir al gobernador y al vicegobernador para el período 1932-1936. Ambos partidos apoyaron la fórmula integrada por Rodolfo Acuña y Francisco Sotomayor, por lo que ambos fueron elegidos unánimemente. Asimismo, la Concordancia obtuvo los 22 escaños de la Cámara de Diputados y los 11 senadores departamentales. La participación fue del 86,90% del electorado registrado.
Acuña asumió como gobernador el 18 de febrero de 1932. Sin embargo, no pudo finalizar su mandato constitucional ya que la provincia fue intervenida el 15 de noviembre de 1935.

## Resultados
|  | 51.44 % |

|  | 48.56 % |

|  | 100.00 % |

|  | 89.31 % |

|  | 10.69 % |

|  | 100.00 % |

|  | 86.90 % |